# Дионисий (Мандалос)
Митрополи́т Диони́сий (греч. Μητροπολίτης Διονύσιος, в миру Дми́триос Ма́ндалос греч. Δημήτριος Μάνταλος; 25 апреля 1952, Неон-Психикон — 7 августа 2025, Афины) — епископ Элладской православной церкви, митрополит Коринфский (2006—2025).

## Биография
Родился 29 октября 1952 года в Неон-Психиконе, пригороде Афин.
В 1970 году был пострижен в монашество.
В 1974 году окончил богословский институт Афинского университета. Учился в аспирантуре Аристотелевского университета
 в Салониках.
18 января 1974 года митрополитом Элиаским Афанасием (Василопулосом) был рукоположен в сан иеродиакона, а 11 марта 1979 года митрополитом Халкидским Хризостомом (Верьисом) был рукоположен в сан иеромонаха и возведён в достоинство архимандрита. Служил в Халкидской митрополии, а с 1992 года был её протосинкеллом.
С мая 2002 года занимал должность заместителя руководителя, а позднее — руководителя диаконической службы (Αποστολικής Διακονίας) Элладской православной церкви.
С 13 марта 2006 года занимал должность старшего секретаря Священного синода Элладской православной церкви.
10 октября 2006 года решением Священного синода иерархии Элладской православной церкви был избран (59 голосами из 75 избирателей) для рукоположения в сан митрополита Коринфского (архимандрит Антоний (Аврамиотис) — 2 голоса, архимандрит Дорофей (Мурдзукос) — 1 голос; 12 пустых бюллетеней и 1 недействительный).
15 октября 2006 года состоялась его архиерейская хиротония.
Скончался 7 августа 2025 года после продолжительной борьбы с онкологическим заболеванием.